# 高橋尚子杯ぎふ清流ハーフマラソン

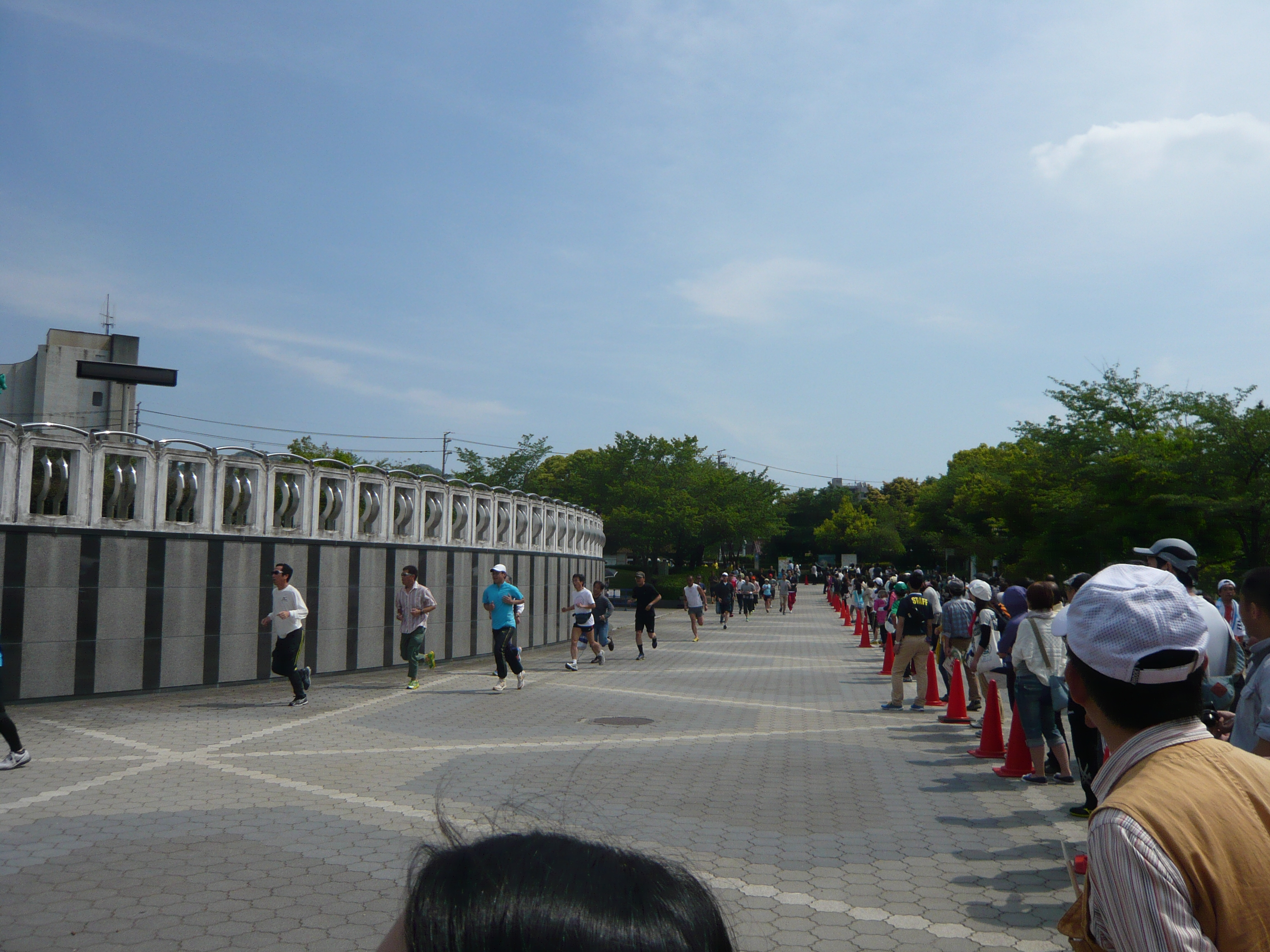
ぎふ清流ハーフマラソン、ゴール付近（2013-05-18）

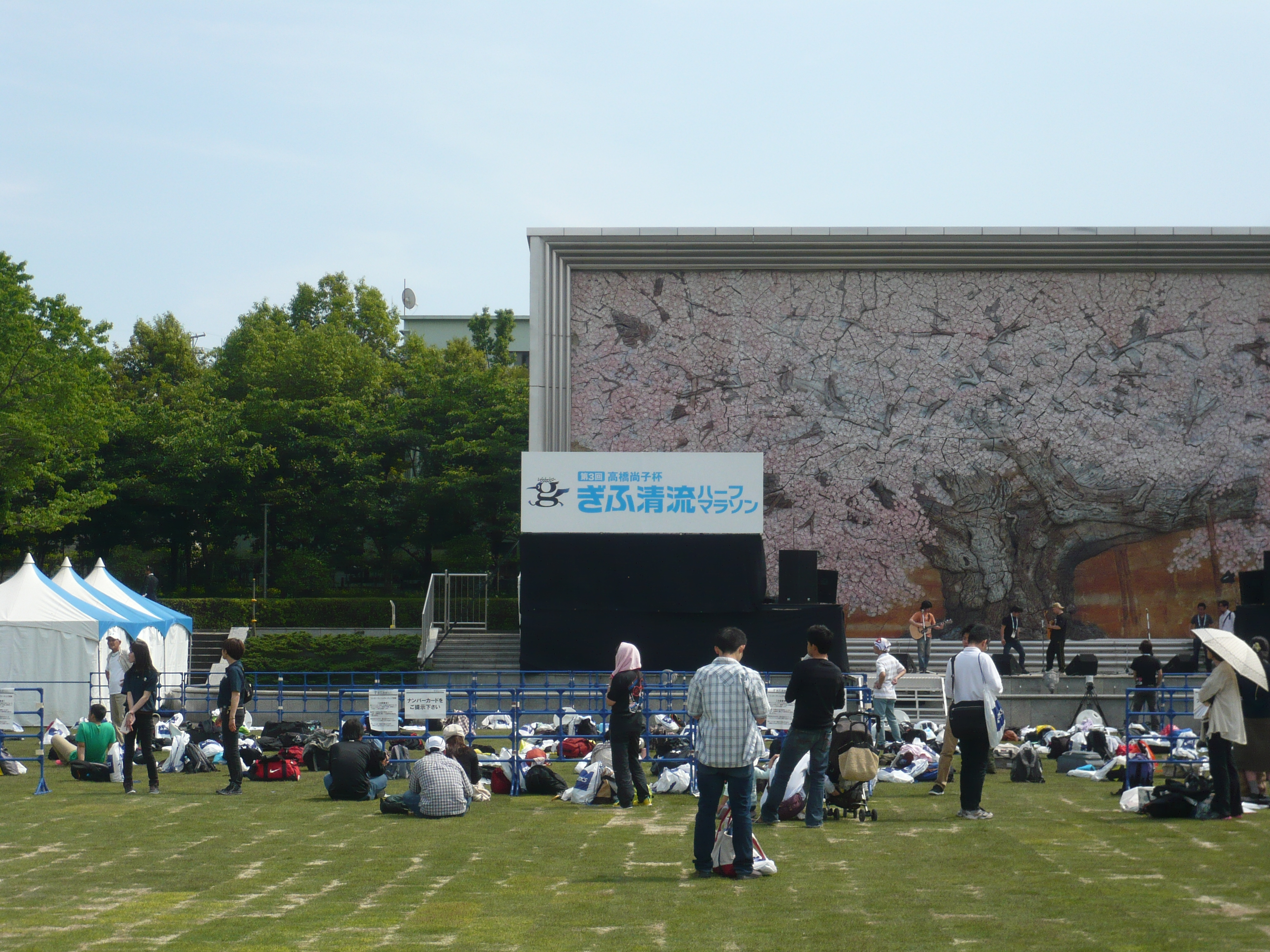
ぎふ清流ハーフマラソンメイン会場（2013-05-18）

高橋尚子杯ぎふ清流ハーフマラソン（たかはしなおこはいぎふせいりゅうハーフマラソン）は、毎年4月下旬に岐阜県岐阜市で開催されるハーフマラソン。

## 概要
岐阜市出身のオリンピックマラソン金メダリスト高橋尚子監修の、サッカーJリーグ・FC岐阜の本拠でもある岐阜メモリアルセンターを発着点とするコースを走る。2013年は総勢1万人のランナーが参加。
大会主催には高橋尚子杯ぎふ清流ハーフマラソン実行委員会の他、岐阜陸上競技協会、岐阜県、岐阜市、岐阜県スポーツ協会、高橋が客員編集委員を務める中日新聞社が名を連ねている。
2014年には国際陸上競技連盟（IAAF）シルバーラベルを取得、2016年には日本のハーフマラソンで初めてゴールドラベルを獲得した。2022年はエリートラベル。
2020年と2021年は新型コロナウイルスの影響で中止した。

## コース
清流・長良川や金華山にそびえる岐阜城など、眺めの良い平坦なコース。
岐阜メモリアルセンター長良川競技場～（金華橋通）～岐阜駅～（金華橋通）～川原町界隈～（長良川左岸堤防道路）～千鳥橋～（長良川右岸堤防道路）～長良川プロムナード～高橋尚子ロード～金華橋北詰～岐阜メモリアルセンター長良川競技場

## 沿革
優勝者は次節参照のこと
- 第1回 - 2011年5月15日(日)

高橋尚子杯ぎふ清流マラソンの名称で、ハーフマラソンと3キロの2種目で開催された。2010年11月13日に高橋尚子が岐阜市内のホテルで記者会見し概要を発表。2011年3月11日に東日本大震災が起こると、復興支援の慈善大会としての開催が決定した。また、ハーフマラソンコースは国際陸上競技連盟の公認を受け、東海3県では名古屋国際女子マラソンに続く2例目、ハーフレース単独としては全国で5例目の公認コースとなった。男子ハーフマラソンには2011年世界陸上競技選手権大会の男子マラソン代表に選ばれていた市民ランナーの川内優輝が出場し注目を集めたが13位、女子ハーフマラソンには北京オリンピック女子マラソン銀メダリストのキャサリン・ヌデレバも出場し3位であった。
- 第2回 - 2012年5月20日(日)

日本陸上競技連盟の後援大会となり、名称が高橋尚子杯ぎふ清流ハーフマラソンとなった。特別招待選手として男子は前回優勝のマーティン・マサシや川内優輝ら8名、女子はシドニーオリンピック女子マラソン銀メダリストのリディア・シモンやキャサリン・ヌデレバら4名が招待された。男子日本勢のトップはロンドンオリンピック男子マラソン代表の藤原新で6位、川内は12位、女子は大久保絵里が3位であった。
- 第3回 - 2013年5月19日(日)

国際陸上競技連盟のブロンズラベルに格付けされる。特別招待選手としてハーフマラソン世界記録保持者のゼルセナイ・タデッセ、2013年世界陸上競技選手権大会男子マラソン代表に選ばれていた川内優輝、キャサリン・ヌデレバら12名が招待された。男子の日本人最高位は伊藤太賀の8位で、川内は14位、女子の日本人最高位は水口侑子の4位であった。
- 第4回 - 2014年5月12日(日)

特別招待選手として男子はゼルセナイ・タデッセ、川内、藤原ら5名、女子はエドナ・キプラガト、嶋原清子ら6名が出場した。男子はケニアのビダン・カロキが1時間00分02秒の大会新記録で制し、女子はケニアのビシリン・ジェプケショが優勝した。日本人最高位は男子が中尾勇生の10位、女子は水口侑子の3位だった。11月18日､国際陸上競技連盟のシルバーラベルに格付けされる。
- 第5回 - 2015年5月17日(日)
- 第6回 - 2016年5月15日(日)
- 第7回 - 2017年4月23日(日)
- 第8回 - 2018年4月22日(日)
- 第9回 - 2019年4月28日(日)
- 第10回 - 2021年4月21日(日)※2020年は中止、2021年第10回記念はコロナ禍のためオンライン開催
- 第11回 - 2022年4月24日(日)
- 第12回 - 2023年4月23日(日)
- 第13回 - 2024年4月28日(日)
- 第14回 - 2025年4月27日(日)

## 歴代優勝者
太字は大会記録、太字斜字は国内大会最高記録
|    | 日付          | 男子選手                     | 国籍・所属            | 記録          | 女子選手                      | 国籍・所属                | 記録          |
| -- | ------------- | ---------------------------- | --------------------- | ------------- | ----------------------------- | ------------------------- | ------------- |
| 1  | 2011年5月15日 | マーティン・マサシ           | ケニア・スズキ浜松AC  | 1時間00分47秒 | 黒田真央                      | 日本・ユタカ技研          | 1時間13分45秒 |
| 2  | 2012年5月20日 | マーティン・マサシ(2)        | ケニア・スズキ浜松AC  | 1時間01分29秒 | レネ・カルマー                | 南アフリカ共和国          | 1時間13分02秒 |
| 3  | 2013年5月19日 | ゼルセナイ・タデッセ         | エリトリア            | 1時間00分31秒 | メスタウェット・トゥファ      | エチオピア                | 1時間10分03秒 |
| 4  | 2014年5月12日 | ビダン・カロキ               | ケニア                | 1時間00分02秒 | ビシリン・ジェプケショ        | ケニア                    | 1時間10分53秒 |
| 5  | 2015年5月17日 | ジェームズ・ルンガル         | ケニア                | 1時間02分21秒 | ユニスジェプキルイ・キルワ    | バーレーン                | 1時間09分37秒 |
| 6  | 2016年5月15日 | パトリック・ムエンド・ムワカ | ケニア ・愛三工業     | 1時間01分51秒 | ユニスジェプキルイ・キルワ(2) | バーレーン                | 1時間08分55秒 |
| 7  | 2017年4月23日 | アレクサンダー・ムティソ     | ケニア ・NDソフト     | 1時間00分57秒 | ジョイシリネ・ジェプコスゲイ  | ケニア                    | 1時間07分44秒 |
| 8  | 2018年4月22日 | ニコラス・コジンベイ         | ケニア ・トヨタ自動車 | 1時間01分12秒 | デキトゥ・アズメロー          | エチオピア                | 1時間09分53秒 |
| 9  | 2019年4月28日 | アモス・クルガト             | ケニア ・中電工       | 1時間00分34秒 | ルース・チェプンゲティッチ    | ケニア                    | 1時間06分06秒 |
| 11 | 2022年4月24日 | アレクサンダー・ムティソ(2)  | ケニア ・NDソフト     | 59分56秒      | オマレ・ドルフィンニャボケ    | ケニア ・ユー・エス・イー | 1時間08分13秒 |
| 12 | 2023年4月23日 | アモス・クルガト(2)          | ケニア ・中電工       | 1時間00分20秒 | オマレ・ドルフィンニャボケ(2) | ケニア ・ユー・エス・イー | 1時間08分18秒 |
| 13 | 2024年4月28日 | ヒラリー・キプコエチ         | ケニア                | 1時間01分26秒 | ステラ・チェサン              | ウガンダ                  | 1時間07分59秒 |
| 14 | 2025年4月27日 | ダウィット・ウォルデ         | エチオピア            | 1時間00分06秒 | ジャネット・ニーヴァ          | ケニア ・パナソニック     | 1時間07分37秒 |

## テレビ放送
テレビ愛知・ぎふチャンにて同日午後録画放送されている。2016～2018年まではBS11でも同日深夜に録画放送されていた。

## 大会公式テーマソング
高橋尚子杯ぎふ清流ハーフマラソンの公式テーマソングは2014年からサンプラザ中野くんの「We Love RUNNER」。第1回大会からコロナ禍・オンライン開催以外の全ての大会でサンプラザ中野くん、パッパラー河合がゲストとしてミニライブに出演している。